# CHIK-FM
CHIK-FM diffusant sous le nom de Énergie 98,9 est une station de radio commerciale privée québécoise du réseau Énergie située et diffusée à Québec, au Québec, appartenant à Bell Média.
La station de classe C diffuse sur la fréquence 98,9 MHz.
CHIK-FM diffuse de la musique au format contemporain et top 40. Elle est l'une des dix stations du réseau Énergie au Québec. La station a toujours produit plus de contenu local que les autres stations du réseau.

## Historique

### Années 1980
CHIK entre en ondes le 29 juillet 1982 et diffuse à l'époque dans un format adulte-contemporain. Guy Aubry est le directeur général,. Elle est la station sœur de CJRP 1060, sur la bande AM. Étant donné la présence de la station CITF-FM de Télémédia et de CHOI-FM qui diffusent dans le même format, CHIK demande au CRTC, lors de l'audience du renouvellement de sa licence à l'été 1986, un changement de format et passe au format dance music dès décembre 1986 comme la station CKMF-FM à Montréal (aussi propriété de RadioMutuel).

### Années 1990

#### La Jungle
En mai 1990, l'équipe de la populaire émission matinale Le Zoo, diffusée depuis 1985 à CJMF-FM, claque la porte à quelques mois avant la fin de leur contrat et passe à CHIK. Gilles Parent, Michel Morin et Alain Dumas animeront l'émission matinale La Jungle dès le 18 juin. Leurs sketchs, parodies et chansons sont diffusées sur les neuf autres stations du réseau Radio Énergie sous forme de capsules en semaine, ainsi qu'une émission réseau La Jungle en folie les dimanches matins. L'équipe atteint une certaine popularité par les sketchs humoristiques sur la Crise d'Oka (de juillet à septembre 1990), qui sont ensuite compilés en format CD et cassette, devenu bon vendeur à l'automne et récompensée "cassette d'or" en 1991. D'autres albums humoristiques sont ensuite mis sur le marché.
L'émission matinale demeure la plus populaire de Québec pendant plusieurs années. Se sont succédé aux côtés des trois principaux animateurs une pléiade de collaborateurs, de journalistes et de chroniqueurs dont Marcel Charland, Anne Girard, Louise  Lalonde, Jean-François Guérin aux nouvelles, Jean Brouillard et Véronique Juneau aux arts et spectacles, Nicolas Lacroix à la recherche, Pierre « Le Vez » Vézina aux sports, Yvon Landry, Stéphane Lapointe, Christian Riverin et Pierre-Albert Tremblay aux textes humoristiques et aux imitations.[réf. nécessaire]
Au printemps 1995, les journaux soupçonnent un conflit alors que Michel Morin et Alain Dumas font chacun deux jours par semaine, Gilles Parent s'occupe de la mise en ondes toute la semaine. Le 10 août, Dumas quitte officiellement La Jungle. Il réalisera des capsules « Les aventures radiophoniques d'Alain Dumas » diffusées dans les émissions du retour des stations du réseau Énergie.
Gilles Parent quitte l'émission le 15 juin 2001.

#### Autres
En juin 1999, Astral Media a annoncé son intention de faire l'acquisition de Radiomutuel, qui a été approuvée par le CRTC le 12 janvier 2000.

### Années 2000
Mario Grenier dominera pendant plusieurs années la case horaire du retour à la maison, mais la montée en popularité de CHOI-FM amène CHIK vers une époque difficile. En août 2001, Gilles Parent passe à CHOI, le plus important compétiteur, pour animer son émission du retour, et la Radio X devient numéro un le printemps suivant.
Vers le milieu des années 2000, une équipe renouvelée, de légers changements d'orientation de la part du réseau Énergie, combinée à la débâcle de CHOI, minée par les controverses et amputée de son animateur-vedette Jeff Fillion, permet à CHIK de se positionner avantageusement. La station occupait, au printemps 2006, la deuxième place pour les parts de marché dans la région de Québec.
Le 24 août 2009 le réseau québécois Radio Énergie prend le nom NRJ sous licence.
Le 16 mars 2012, Bell Canada (BCE) annonce son intention de faire l'acquisition d'Astral Media, incluant le réseau NRJ, pour 3,38 milliards de dollars. La transaction a été refusée par le CRTC. Bell Canada a alors déposé une nouvelle demande le 4 mars 2013, qui a été approuvée le 27 juin 2013.
Le 17 août 2015, Bell Canada (BCE) annonce la nouvelle image : NRJ redevient Énergie
Le 12 juin 2020, il est annoncé que la station met fin à son contenu parlé et qu'elle retournera au sein du réseau Énergie à partir du lundi 15 juin de la même année,. La nouvelle programmation de la station est dévoilée durant l'émission du matin le 15 juin.

## Slogan
- « Monte le son » (avant le changement de marque)
- « Méchante radio » (août 2009 - décembre 2010)
- « La radio des hits » (janvier 2011-avril 2013)
- « La radio de tous les hits » (avril 2013- juin 2014)
- « Le meilleur du rock à Québec » (juin 2014- juin 2015)
- « L'NRJ musicale de Québec » (juin 2015-août 2015)
- « Toujours en tête » (août 2015)[17]

## Identité visuelle (logo)

Logo d'Énergie utilisé jusqu'au 24 août 2009.
Logo de NRJ utilisé du 24 août 2009 au 31 décembre 2010.
Logo de NRJ utilisé à partir du 1er janvier 2011.
Logo de NRJ utilisé à partir de 2015
Logo d'Énergie depuis août 2015

## Pinch of Love
Depuis 2005, Énergie 98,9 organise un événement dans la ville de Québec: Le Pinch of Love. La station invite la population à venir célébrer sous le thème des années 1980. Au fil des ans, plusieurs groupes et artistes ont été mis à l'honneur ou ont participé à ce rassemblement.
De la première à la sixième édition, l'événement se déroulait du côté de la Grande Allée, près du Vieux-Québec.
Cependant, en raison du nombre croissant de personnes assistant à l'événement, le «Pinch» a dû être déplacé au Centre de foires de Québec.
L'événement attire près de 10 000 personnes chaque année.
Cependant, la station a décidé de ne plus tenir cet évènement, ne cadrant plus dans la philosophie de la station.

## Studios
Depuis 2001, les studios d'Énergie 98,9 sont situés au 900 Place d'Youville, au cœur du Vieux-Québec, où elle partage ses studios avec sa station-sœur 107,5 Rouge FM dans le même édifice.

## Programmation
La programmation d'Énergie 98,9 est en direct des studios de Québec en semaine de 5 h 25 à 14 h 55. Durant les soirées et la nuit, le contenu est transmis sur tout le réseau d'ÉNERGIE à partir des studios de Montréal.
La fin de semaine, l'antenne diffuse de Québec ses émissions 100% musicales de 9 h à 17 h, suivi des émissions réseau.

## Équipe

### Animateurs
- Hugo Langlois (Le Boost!)
- Vincent Cauchon (Le Boost! Ca rentre au poste)
- Simon Bourassa (Le Boost!)
- Katherine Guillemette (Le Boost!)
- Marie-Christine Champagne (Vos classiques au travail)
- Babu (La boîte a lunch / Le rock show / Les weekends ÉNERGIE)

### Journalistes
- Simon Bourassa
- Caroline Dumont

### Chroniqueurs
- Philippe Lapeyrie (Vins)
- François Pérusse (Les 2 Minutes du peuple)
- Vincent Cauchon (Sports)